# Toyota Racing Series
| Toyota Racing Series     | Toyota Racing Series |
| ------------------------ | -------------------- |
| Kategoria                | Wyścigi samochodowe  |
| Region                   | Nowa Zelandia        |
| Pierwszy sezon           | 2005                 |
| Nadwozie                 | Toyota Tatuus FT-60  |
| Silnik                   | Toyota 2.0           |
| Opony                    | Hankook              |
| Waga bolidu              | 480 kg               |
| Ostatni mistrz kierowców | Igor Fraga           |

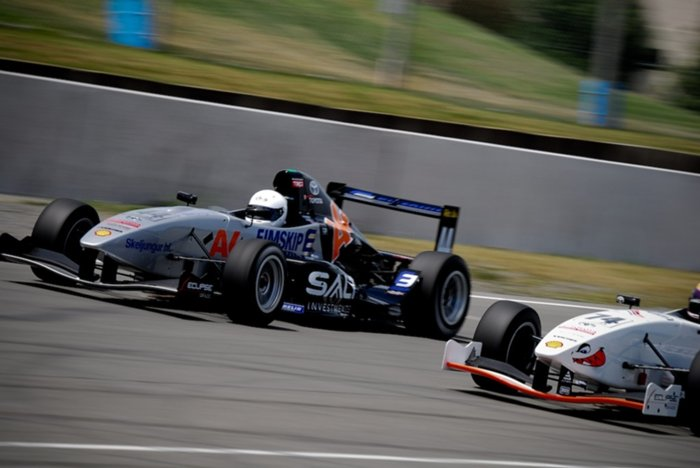
Kristján Einar w Toyota Racing Series

Toyota Racing Series – seria wyścigowa samochodów jednomiejscowych organizowana w Nowej Zelandii. Seria jest zarządzana przez nowozelandzką firmę Toyota Racing, prowadzoną przez Barrie Thomlinsona. W skład serii włączone są takie wyścigi jak New Zealand Motor Cup, Denny Hulme Memorial Trophy oraz Grand Prix Nowej Zelandii – jeden z dwóch wyścigów, który używa nazwy Grand Prix, nie będąc wyścigiem Formuły 1. W odróżnieniu od większości serii wyścigowych, wyścigi te odbywają się w miesiącach europejskiej zimy, co powoduje, że wielu kierowców z Europy i Ameryki Północnej bierze udział w tych wyścigach.

## System punktowy
Każda runda jest złożona z trzech wyścigów, jednego w sobotę i dwóch w niedzielę. W każdym wyścigu stosuje się następujący system punktacji:
| Pozycja | 1  | 2  | 3  | 4  | 5  | 6  | 7  | 8  | 9  | 10 | 11 | 12 | 13 | 14 | 15 | 16 | 17 | 18 | 19 | 20 | 21 | 22 | 23 | 24 | 25 | 26 | 27 | 28 | 29 | 30 |
| Punkty  | 75 | 67 | 60 | 54 | 49 | 45 | 42 | 39 | 36 | 33 | 30 | 28 | 26 | 24 | 22 | 20 | 18 | 16 | 14 | 12 | 10 | 9  | 8  | 7  | 6  | 5  | 4  | 3  | 2  | 1  |

## Mistrzowie
| Sezon     | Mistrz           |
| --------- | ---------------- |
| 2005      | Brent Collins    |
| 2005/2006 | Daniel Gaunt     |
| 2006/2007 | Daniel Gaunt     |
| 2007/2008 | Andy Knight      |
| 2008/2009 | Mitch Cunningham |
| 2010      | Mitch Evans      |
| 2011      | Mitch Evans      |
| 2012      | Nick Cassidy     |
| 2013      | Nick Cassidy     |
| 2014      | Andrew Tang      |
| 2015      | Lance Stroll     |
| 2016      | Lando Norris     |
| 2017      | Thomas Randle    |
| 2018      | Robert Szwarcman |
| 2019      | Liam Lawson      |
| 2020      | Igor Fraga       |